# 巴克桑區

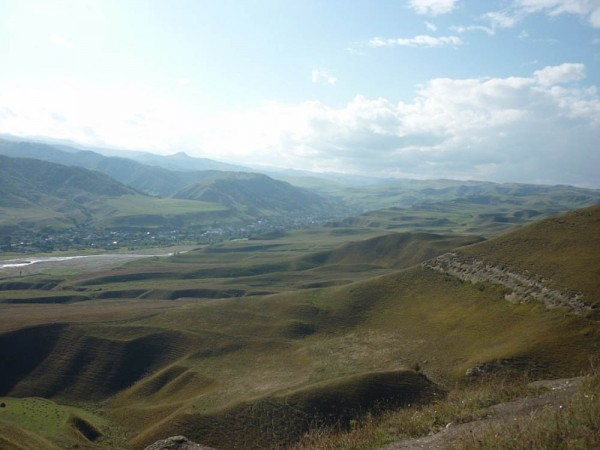

43°41′N 43°32′E / 43.683°N 43.533°E
巴克桑區（俄语：Баксанский район），是俄羅斯的一個區，位於該國西南部，由卡巴爾達-巴爾卡爾共和國負責管轄，面積829.6平方公里，2010年人口60,970，人口密度每平方公里73.5人。